# Eugeniusz Geppert

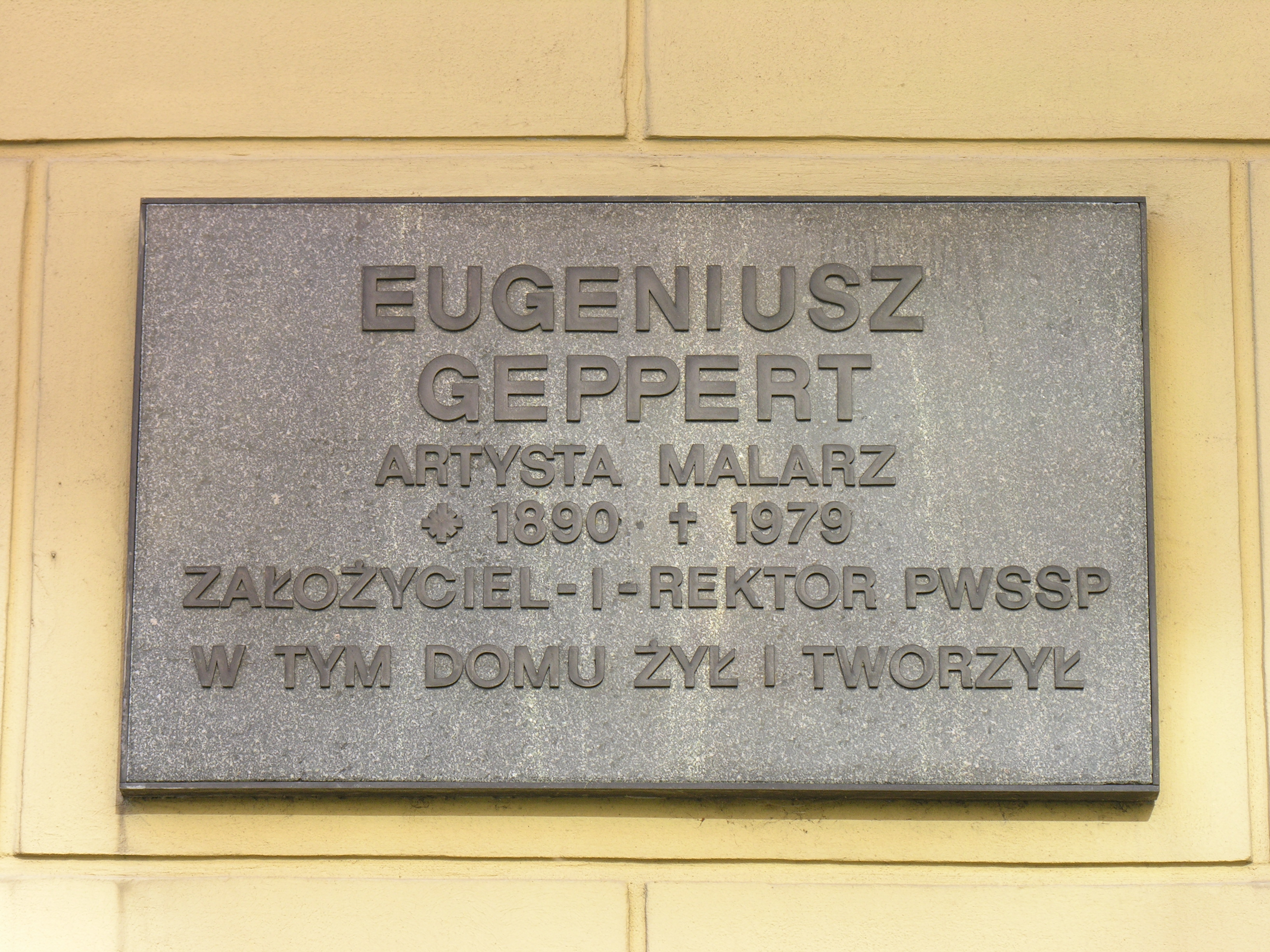
Tablica pamiątkowa we Wrocławiu

Eugeniusz Stanisław Geppert (ur. 4 września 1890 we Lwowie, zm. 13 stycznia 1979 we Wrocławiu) – polski malarz, przedstawiciel koloryzmu, organizator Akademii Sztuk Pięknych we Wrocławiu.

## Życiorys
Syn Zdzisława i Jadwigi z Jędrzejowiczów. Studiował w Akademii Sztuki Pięknych w Krakowie pod kierunkiem Jacka Malczewskiego i na Uniwersytecie Jagiellońskim. Kształcił się również w Paryżu (1925–1927 i 1957). Przed II wojną światową należał do grupy Zwornik. W 1946 osiadł we Wrocławiu. Tworzył malarstwo ścienne i sztalugowe. Współzałożyciel i pierwszy rektor Państwowej Wyższej Szkoły Sztuk Plastycznych we Wrocławiu  w której objął posadę profesora oraz oddziału Związku Polskich Artystów Plastyków. Do 1950 pełnił funkcję rektora uczelni, wykładał do 1961. W latach 1950–1961 oraz 1966–1974 prowadził pracownię malarstwa oraz malarstwa w architekturze. W 1932 wziął udział w Olimpijskim Konkursie Sztuki i Literatury na igrzyskach w Los Angeles, ale jego obraz Konie nie uzyskał wyróżnienia.
Udzielał się politycznie: był radnym Wojewódzkiej Rady Narodowej we Wrocławiu z ramienia Stronnictwa Demokratycznego. Odznaczony m.in. Orderem Sztandaru Pracy I i II klasy, a także Krzyżami Komandorskim i Oficerskim Orderu Odrodzenia Polski oraz Walecznych i Powstańczym.
Jego żoną była malarka Hanna Krzetuska-Geppert.
Pochowany wraz z żoną na cmentarzu Rakowickim (kwatera XXXI-wsch.-22).

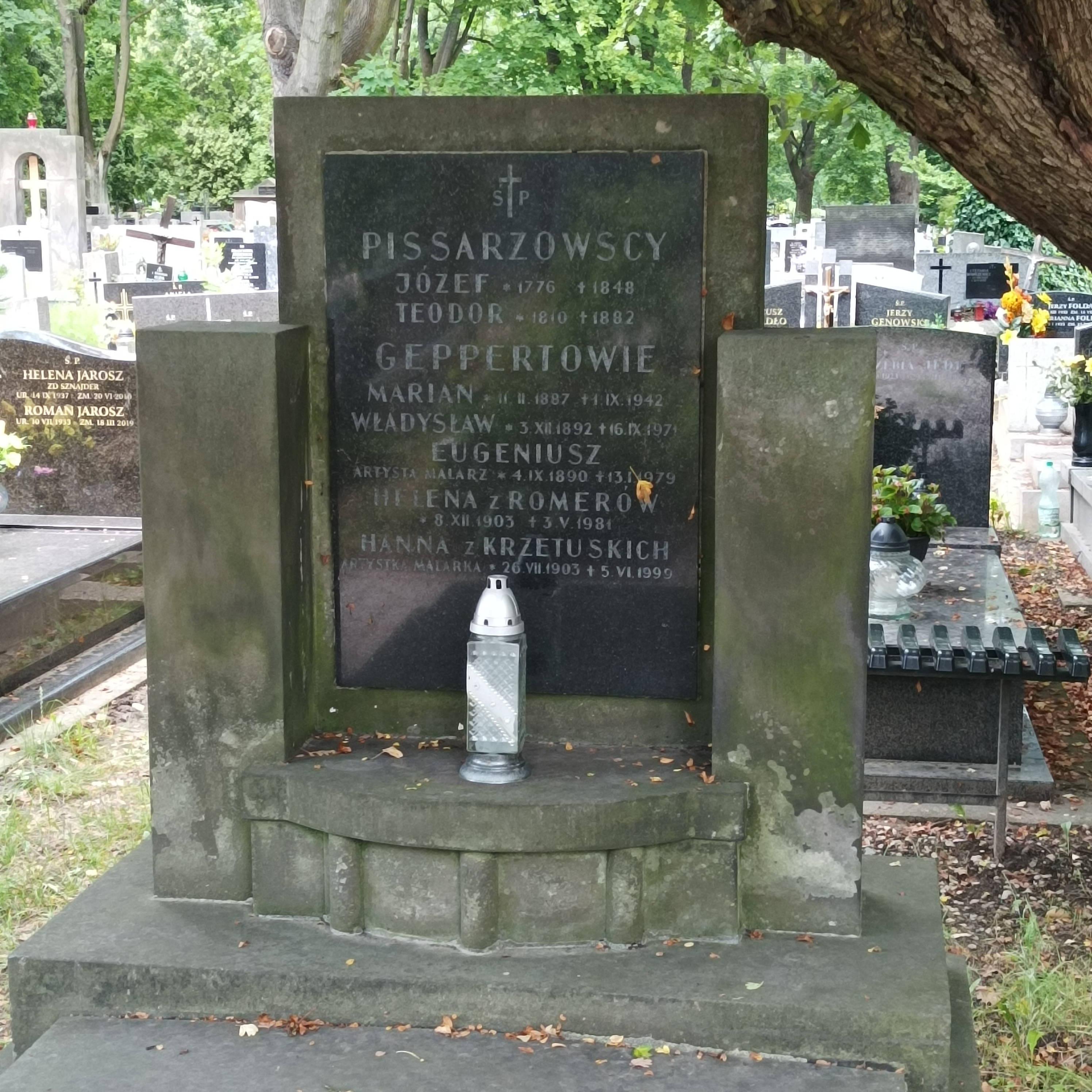
Grób Eugeniusza Gepperta na cmentarzu Rakowickim

## Upamiętnienie
- Jego imieniem nazwano ulicę łączącą plac Solny z ulicą Kazimierza Wielkiego we Wrocławiu[4].
- 25 kwietnia 2008 imię Eugeniusza Gepperta nadano Akademii Sztuk Pięknych we Wrocławiu.